# Claudio Achillini
Claudio Achillini (Bologna, 18 settembre 1574 – Bologna, 1º ottobre 1640) è stato un giurista e scrittore italiano, uno dei più noti poeti marinisti.
Ritenuto uno dei personaggi più in vista dopo Giovan Battista Marino (del quale si professò grande amico ed estimatore), Claudio Achillini ebbe una vita tutt'altro che segnata dalle traversie: docente di diritto il più celebrato degli Studi di Bologna, Ferrara, Parma, notissimo e ammiratissimo in tutta Italia, subì anche lui, col mutare del gusto a partire dagli anni ottanta del XVII secolo, un progressivo e inesorabile ridimensionamento.
Ma mentre per il Marino la (parziale) rivalutazione è ormai un fatto, l'Achillini sembra non poter godere di una simile rinascita critica per precisi limiti di poetica. Mentre le sue "manierone bizzarre" (secondo la definizione di Francesco Fulvio Frugoni) sembrano anticipare, sia pure un po' goffamente, la maniera dei barocchisti della seconda metà del secolo, il suo gioco non presenta le attrattive tecniche trascendentali di molti suoi colleghi marinisti e men che meno è capace delle insospettate profondità di cui parte consistente della poesia di quella maniera è stata, nonostante le apparenze, capace.
Di lui sopravvivono (di un canzoniere non ricchissimo) taluni sonetti-ritratto dedicati alla donna "multiplamente predicata" secondo la maniera propria di questa corrente. Pochissimo (e ben poco di interessante, o di leggibile) sopravvive della sua allora osannatissima produzione teorica giuridica.

## Biografia

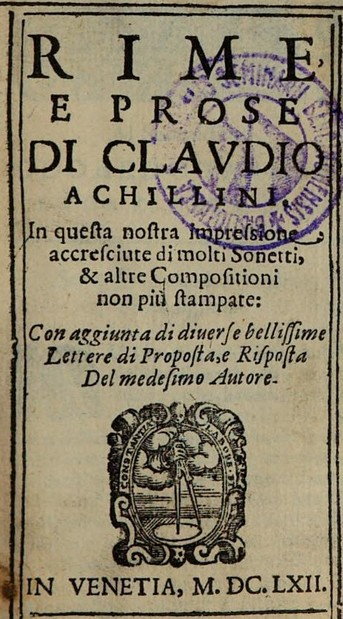
Rime e prose di Claudio Achillini, 1662

### Nascita e formazione
Nato da Clearco Achillini e Polissena de' Buoi, discendeva (per parte paterna) da una famiglia di illustri studiosi: suo nonno era Giovanni Filoteo Achillini, suo prozio Alessandro Achillini.
Dopo aver studiato medicina e filosofia con D. Pandari e F. Della Volpe, nonché giurisprudenza con E. Gualandi, A. Marescotti, G. Boccadifuoco, si decise per la giurisprudenza, e in questa disciplina si laureò il 16 dicembre 1594.
Poco dopo si trasferì a Padova per perfezionare i propri studi filosofici sotto la guida di Cesare Cremonini, col quale entrò in rapporti amichevoli. Fu il Cremonini stesso che lo esortò a dedicarsi con impegno alla poesia.

### L'insegnamento universitario e la carriera diplomatica
Nel 1598 iniziò a insegnare come lettore di Istituzioni di Diritto Civile a Bologna; tenne la cattedra fino al 1602, dopodiché si recò a Roma al seguito del concittadino mons. S. O. Razzali, colla speranza di ottenere benefici dalla Curia di Roma. Da questo primo soggiorno romano assumse l'abitudine di vestirsi da prete, o per qualche beneficio minore ricevuto, o per ostentata deferenza nei confronti del clero romano; comunque sia, non lasciò mai più l'abito ecclesiastico.
Non avendo ottenuto i risultati sperati, rientrò in patria e riprese l'insegnamento.
Nel 1606 passò dalla cattedra d'istituzioni alla cattedra di Pandette, assicurandosi l'esorbitante stipendio di 300 scudi: un trattamento di favore che sollevò polemiche tra i risentiti dottori forestieri dello Studio bolognese, che presentarono un ricorso alla Rota, contestando la regolarità dell'elezione. Nello stesso 1606 l'Achillini rispose ai nemici con l'opuscolo Pro partito Claudii Achillini, &c., Mutinae. Riuscì a spuntarla. Quando più avanti farà richiesta di trasferimento ad altra cattedra e di ulteriore aumento di stipendio, gli saranno negati entrambi.
Il 19 giugno 1609 ricevette l'invito da parte dello Studio di Ferrara a insegnare come "primario" lettore di diritto civile. Deluso del mancato ottenimento della nuova cattedra e dal negato aumento di stipendio da parte dello Studio bolognese, l'Achillini accettò e si trasferì a Ferrara, ma riuscì a conservare parte del ricco stipendio percepito in patria.
Mentre, al riparo da qualunque preoccupazione, l'Achillini proseguiva con grande successo la propria carriera universitaria, poté permettersi di dedicarsi più intensamente alle lettere. Il primo frutto di questo rinnovato impegno si trova nell'L'amorosa Ambasciatrice (1612), un componimento del genere dell'idillio, genere "nuovo" foggiato da Girolamo Preti e dallo stesso Preti sperimentato nella fortunatissima Salmace (a stampa solo nel 1608, ma scritto qualche tempo prima).
Parallelamente alla frequentazione delle lettere, l'Achillini ritentò con la carriera diplomatica, sospendendo l'insegnamento senza lasciare la cattedra, partecipando nel 1613 a una prima importante missione come segretario del vicelegato pontificio a Torino, I. Massimi.
Negli anni successivi prese parte a una seconda missione diplomatica come auditore di Alessandro Ludovisi, arcivescovo di Bologna, nunzio apostolico a Torino e Milano, incaricato da papa Paolo V di cercare una via di conciliazione nella guerra in corso tra Carlo Emanuele I di Savoia e Filippo III di Spagna.
La legazione si concluse con successo e Alessandro Ludovisi fu creato cardinale. L'Achillini, invece, trovò nuovo motivo di scontento per il compenso ricevuto (forse proprio a questa circostanza si riferisce il malinconico sonetto Io corsi, o bella Dora, ogni tua riva) e riprese l'insegnamento a Ferrara.
È del 1619 uno dei pochi documenti superstiti delle sue celeberrime capacità di giuresperito, ed è un documento particolarmente sconcertante, una memoria, letta nell'Accademia degli Intrepidi di Ferrara, sul Perché tornando l'uccisore sopra il corpo dell'ucciso, le piaghe rinnovino l'effusione del sangue.
Il 9 febbraio 1621 il cardinale Alessandro Ludovisi, al cui seguito l'Achillini aveva preso parte alla sua missione diplomatica più prestigiosa, è eletto papa col nome di Gregorio XV. L'Achillini, certo di ottenerne qualche favore, si recò a Roma, ma ricevette un'altra delusione, ottenendo accoglienza cortese ma assai fredda.
A consolarlo, nel 1622, gli pervenne l'invito ad entrare nella più importante accademia italiana del Seicento, l'Accademia dei Lincei, ciò che dimostra l'ampiezza della sua fama. Fu la sua affiliazione più prestigiosa, ma divenne accademico anche dell'Accademia degli Innominati (Parma), dell'Accademia degli Intrepidi (Ferrara), dell'Accademia dei Fantastici (Roma), dell'Accademia degli Incogniti (Venezia) e dell'Accademia della Notte (Bologna).
Nel 1623, dopo un brevissimo pontificato, Alessandro Ludovisi, papa Gregorio XV, morì.
Sfumate definitivamente le sue speranze di ottenere favori, nel 1624 l'Achillini lasciò Roma e rientrò a Ferrara, dove tuttavia non rimase a lungo, poiché il giovanissimo duca di Parma e Piacenza Odoardo Farnese lo chiamò a sé a Parma, come consigliere di Stato, letterato di corte e insegnante di Diritto Civile in una cattedra (in onore dell'Achillini detta "sopraeminente") di quello Studio. Per questo ebbe diritto a uno stipendio di 1500 scudi, conservando anche il diritto a parte dello stipendio percepito a Ferrara.

### Il soggiorno Parmense
L'Achillini si trattenne a Parma per tutto il periodo 1626-1636, con eccellente trattamento.
Nel frattempo l'amico e maestro Giambattista Marino morì a Napoli (1625). La sua morte non sembrò affatto tacitare le polemiche riguardanti la sua poetica e, anzi, nel 1627 Tommaso Stigliani diede alle stampe a Venezia un'opera già da tempo circolante manoscritta, l'Occhiale, un'astiosa critica all'Adone del morto rivale. L'Achillini ritenne per qualche motivo sconveniente intervenire di persona; è da ricordare che era subentrato nella carica di poeta di corte proprio allo Stigliani, licenziato fin troppo sbrigativamente dopo diciotto anni di fedele servizio, e a quel momento in pessime acque. Evidentemente per non dare l'impressione di prendere a pretesto lo scritto antimariniano per infierire sullo sventurato predecessore, diede a Girolamo Aleandro il Giovane il compito di scrivere e firmare una Difesa dell'Adone, ovviamente dopo averla concertata con lui. L'opera uscì in due parti, tra il 1629 e il 1630, e inaugurò un'impressionante serie di libelli, circolanti tanto a stampa quanto manoscritti, in difesa del Marino contro lo Stigliani.
Nel 1628 l'Achillini ricevette l'incombenza di segnare, con una memorabile rappresentazione teatrale, il passaggio da una fase (caratterizzata da una grande austerità) all'altra della politica farnesiana, in corrispondenza delle nozze tra il duca Odoardo con Margherita de' Medici. L'Achillini scrisse il Prologo e Intermezzi Teti e Flora che accompagnarono la recita dell'Aminta di Torquato Tasso e il gran torneo regale Mercurio e Marte, musicato da Claudio Monteverdi. Se Teti e Peleo riuscì a far passare in secondo piano la stessa Aminta (grazie all'immenso dispiego di macchine e scenografie sontuose, ma anche grazie ai numerosi riferimenti encomiastici alla coppia), Mercurio e Marte è poeticamente più originale e felice, anche prescindendo dall'enorme ricorso a prodigi scenotecnici. In una lettera del 4 febbraio ad Alessandro Striggio, Claudio Monteverdi tuttavia fa intuire di avere più d'una riserva circa l'Achillini "librettista": "Le parole di esso Torneo le ha fatte il Sig.r Aquilini, et sono più di mille versi, belle sì per il torneo ma per musica assai lontane, mi hanno dato estremo da fare; hora si provano le dette musiche d'esso Torneo; et dove non ho potuto trovar variazioni nelli effetti ho cercato di variare nel modo di concertarle et spero che piaceranno".
La politica di Odoardo Farnese in quegli anni guardava con favore alla Francia, dalla quale ci si aspettava che potesse alleviare il pesante giogo imposto dalla Spagna. L'Achillini seguì fedelmente, con la sua produzione letteraria, questo nuovo orientamento.
Proprio secondo quest'ottica devono essere considerati l'epistola encomiastica a Luigi XIII di Francia e il famoso sonetto Sudate o fochi a preparar metalli per la conquista di La Rochelle e di Casale (componimenti entrambi del 1629). Se ne ricorderà ironicamente Alessandro Manzoni, nei Promessi sposi, cap. XXVIII, insieme con l'altro sonetto spedito dall'Achillini allo stesso re, di esortazione alla liberazione della Terra santa.
Questi testi, che rimangono i più vistosi esempi della maniera achilliniana, non hanno significato solamente letterario, ma rappresentano uno stile argomentativo sofistico particolarmente esasperato, che ha le sue ascendenze non in qualche tradizione letteraria, ma in quella giuridica, e in particolare dalla tradizione "culta" di derivazione francese, che l'Achillini fu il primo ad introdurre (con gli esiti che si vedono) in Italia.
Omologo dell'Achillini in campo storiografico è il sarzanese Agostino Mascardi, che dopo una carriera meno brillante, e anzi a tratti piuttosto tormentata, proprio in questo giro d'anni pervenne alle cariche accademiche più prestigiose (nel 1628 fu finalmente nominato professore di retorica ed eloquenza di papa Urbano VIII). Del 1630 fu la stampa di un libro allora fortunatissimo, Due lettere, l'una di Agostino Mascardi a Claudio Achillini, l'altra di Claudio Achillini al Mascardi, sopra le presenti calamità (Bologna; il tema è quello della pestilenza allora imperversante), in cui questo stile argomentativo di moda è applicato con rigore, creando unità testuali perfettamente autoriferite, in cui i concetti sono come chiusi "in un guscio metallico" (Pieri). La più o meno vaga sensazione di ridicolo che ne trae il lettore odierno è riflessa dalla parodia che ne farà Alessandro Manzoni nel discorso di don Ferrante, Promessi sposi, cap. XXXVII.
Nel 1632 stampò per la prima volta la propria non foltissima opera poetica in Poesie di Claudio Achillini dedicate al grande Odoardo Farnese, Duca di Parma e di Piacenza (Bologna), ristampate a Venezia l'anno successivo e poi molte altre volte nei decenni seguenti, fino al 1680.
Quando, nel 1635, la Francia costituì una Lega antiasburgica alla quale partecipò anche il Ducato di Parma, seguì un periodo di guerre che riguardarono anche l'Italia. L'Ateneo parmense dovette chiudere i battenti (1636), e l'Achillini chiese al duca di poter lasciare Parma e tornare a Bologna. Ottenuto il permesso, riprese a insegnare presso lo Studio della città natale. Sempre nel 1635 avvenne probabilmente il più curioso caso della sua carriera d'avvocato. Un tal Andrea Casali, appartenente a una delle più cospicue famiglie di Bologna, era morto nel 1604 in seguito alle ferite riportate in battaglia a Ostenda; quasi trent'anni più tardi un falso Andrea Casali, evidentemente dotato di grandi doti persuasive, si rifece vivo presso la famiglia, raccontando di essere reduce da una lunghissima schiavitù in Turchia e pretendendo la restituzione dei beni nel frattempo passati in eredità ai parenti. Bologna si divise in due fazioni; furono mobilitati persino alcuni cardinali, fino a coinvolgere il parere di Urbano VIII. All'Achillini, come patrocinatore dei legittimi eredi, spettò smascherare la «forfanteria diabolica» del finto Casali, non senza pericoli per la propria persona. L'impostore, tratto in tribunale, non riuscì a produrre alcun documento, né mostrò di riconoscere gli scritti e i dipinti che il Casali aveva composto in gioventù. Condannato come «falsario», morì poco dopo in carcere, massacrato di botte.

### Gli ultimi anni e la morte
Nel 1638 dedicò una canzone alla nascita del Delfino, futuro Luigi XIV, che gli fruttò una collana d'oro da parte del cardinale Richelieu. Al Richelieu dedicò il sonetto A te, sceso dal cielo in fra i mortali.
L'Università degli Scolari gli fece erigere nelle pubbliche scuole una lapide con l'iscrizione "Claudio Achillino loci genio, &c.".
Morì nella sua villa de "Il Sasso", oggi Villa Achillini, poco fuori da Bologna, il 1º ottobre 1640. La sua salma, traslata nel capoluogo, fu inumata in San Martino Maggiore.

### Stampe secentesche
- Claudio Achillini, Teti e Flora, Parma, appresso Seth, & Erasmo Viotti, 1628.
- Claudio Achillini, Mercurio e Marte, Parma, appresso Seth, & Erasmo Viotti, 1628.
- Claudio Achillini, Poesie, 1ª ed., Bologna, presso Clemente Ferroni, 1632.
- Claudio Achillini, Poesie, 2ª ed., Venezia, presso Clemente Ferroni, 1633.
- Claudio Achillini, Rime e prose, Venezia, per Nicolo Pezzana, 1673.